# گمینا اوشه
گمینا اوشه (به لهستانی:  Gmina Osie) یک گمینا در لهستان است که در شهرستان شفیچه واقع شده‌است. گمینا اوشه ۲۰۹٫۶۱ کیلومتر مربع مساحت و ۵٬۳۱۲ نفر جمعیت دارد.